# 実行可能ファイルフォーマットの比較
この表は、異なる実行可能ファイル形式の比較である。
| フォーマット | 明示的なプロセッサの宣言  | 任意のセクション                   | メタデータ | デジタル署名 | 文字列テーブル | シンボルテーブル | 64ビット                  | ファットバイナリ          | アイコンを格納できる      |
| ------------ | ------------------------- | ---------------------------------- | ---------- | ------------ | -------------- | ---------------- | ------------------------- | ------------------------- | ------------------------- |
| a.out        | いいえ                    | いいえ                             | いいえ     | いいえ       | はい           | はい             | 部分的 (エクステンション) | いいえ                    | いいえ                    |
| COFF         | はい (ファイルによって)   | はい                               | いいえ     | いいえ       | はい           | はい             | 部分的 (エクステンション) | いいえ                    | いいえ                    |
| ELF          | はい (ファイルによって)   | はい                               | はい       | はい         | はい           | はい             | はい                      | 部分的 (エクステンション) | 部分的 (エクステンション) |
| PE           | はい (ファイルによって)   | はい                               | はい       | はい         | はい           | はい             | はい                      | いいえ                    | はい                      |
| Mach-O       | はい (セクションによって) | 部分的 (最大256のセクションに限定) | はい       | はい         | はい           | はい             | はい                      | はい                      | いいえ                    |
| SOM          | 不明                      | 不明                               | いいえ     | いいえ       | 不明           | はい             | いいえ                    | 不明                      | いいえ                    |
| Hunk         | 不明                      | はい                               | はい       | いいえ       | いいえ         | はい             | いいえ                    | はい                      | いいえ                    |
| MZ           | いいえ                    | いいえ                             | いいえ     | いいえ       | いいえ         | いいえ           | いいえ                    | いいえ                    | いいえ                    |
| DOS COM      | いいえ                    | いいえ                             | いいえ     | いいえ       | いいえ         | いいえ           | いいえ                    | いいえ                    | いいえ                    |
| PEF          | はい (ファイルによって)   | いいえ                             | いいえ     | いいえ       | はい           | はい             | いいえ                    | いいえ                    | いいえ                    |
| ECOFF        | はい (ファイルによって)   | はい                               | いいえ     | いいえ       | はい           | はい             | はい                      | いいえ                    | いいえ                    |
| XCOFF        | はい (ファイルによって)   | はい                               | いいえ     | いいえ       | はい           | はい             | はい                      | いいえ                    | いいえ                    |
| NE           | 不明                      | 不明                               | 不明       | いいえ       | 不明           | 不明             | いいえ                    | いいえ                    | はい                      |
| LX           | 不明                      | 不明                               | 不明       | 不明         | いいえ         | はい             | いいえ                    | いいえ                    | はい                      |

上記のフォーマットの中で、最も一般的に使用されるものは、PE（Microsoft Windows上）、ELF（LinuxおよびUNIXの他のほとんどのバージョンで）とMach-O（OS XとiOS上で）である。

## 脚註
1. 1 2  “a.out(5) - FreeBSD Man Pages” (英語).   Freebsd.org (2010年6月10日). 2012年7月9日閲覧。
2. ↑  “elfsign – Freecode”.   Freshmeat.net. 2012年7月9日閲覧。
3. ↑  “(3elf) - Elf library routines”.   Uw714doc.sco.com. 2012年7月9日閲覧。
4. ↑  “FatELF: Universal Binaries for Linux”.   Icculus.org. 2012年7月9日閲覧。
5. ↑  “ElfIcon: Icons for ELF files”.   Compholio.com. 2012年7月9日閲覧。
6. ↑  “Windows Authenticode Portable Executable Signature Format”.   Microsoft.com. 2012年7月9日閲覧。
7. ↑  “Mac OS X ABI Mach-O File Format Reference”.   Developer.apple.com (2009年2月4日). 2012年7月9日閲覧。
8. ↑  “MPW Command Reference - DumpPEF”.  Apple. 2008年5月12日時点のオリジナルよりアーカイブ。2013年6月23日閲覧。
9. ↑  “Files Reference – XCOFF Object File Format” (英語).  IBM. 2013年6月23日閲覧。
10. ↑  “Linear eXecutable Module Format”. 2012年2月20日時点のオリジナルよりアーカイブ。2012年7月9日閲覧。